# Tenino (település)
Tenino (kiejtése: təˈnaɪnoʊ) az Amerikai Egyesült Államok északnyugati részén, Washington állam Thurston megyéjében elhelyezkedő város. A 2010. évi népszámlálási adatok alapján 1695 lakosa van.
A két legnépszerűbb elmélet szerint a Tenino elnevezés egy chinook kifejezésből, vagy a Northern Pacific Railroad által egy mozdonyon, vasúti kocsin vagy jelölőpóznán használt T90, illetve 10–9–0 azonosítóból ered. 1873-tól a „T–9–O” formát is használták.

## Története
A helységet az első telepesek Coal Banknek nevezték el.
A 19. század második felében több vállalat is homokkő-kitermelésbe kezdett; az innen származó nyersanyagot Washington mellett Oregonban és Kaliforniában is felhasználták. Mivel a huszadik század elejétől inkább betont használtak, a kitermelés visszaesett. A homokkő mellett szénbányászat és fakitermelés is folyt, azonban a felhasználható fa elfogyott, a vasúttársaságok pedig dízelvontatásra álltak át.
A nagy gazdasági világválság során a város fára nyomtatott bankjegyeket bocsátott ki, azonban ezek többnyire gyűjtőkhöz kerültek, fizetőeszközként nem használták őket. A koronavírus-járvány gazdasági hatásai miatt 2020 májusában újra ehhez az eszközhöz folyamodtak.
Tenino 1906. július 24-én kapott városi rangot.

## Éghajlat
A város éghajlata mediterrán (a Köppen-skála szerint Csb).
| Hónap                         | Jan.  | Feb.  | Már.  | Ápr. | Máj. | Jún. | Júl. | Aug. | Szep. | Okt.  | Nov.  | Dec.  | Év    |
| ----------------------------- | ----- | ----- | ----- | ---- | ---- | ---- | ---- | ---- | ----- | ----- | ----- | ----- | ----- |
| Rekord max. hőmérséklet (°C)  | 17,8  | 22,8  | 26,1  | 31,1 | 35,6 | 37,8 | 40,0 | 40,0 | 36,7  | 32,2  | 22,8  | 17,8  | 40,0  |
| Átlagos max. hőmérséklet (°C) | 7,8   | 9,4   | 12,2  | 15,0 | 18,3 | 21,7 | 25,0 | 25,6 | 22,2  | 15,6  | 10,0  | 6,7   | 15,8  |
| Átlagos min. hőmérséklet (°C) | 1,1   | 0,6   | 1,7   | 3,3  | 6,1  | 8,9  | 10,6 | 10,6 | 7,8   | 5,0   | 2,2   | 0,6   | 4,9   |
| Rekord min. hőmérséklet (°C)  | −22,2 | −18,3 | −12,8 | −5,0 | −3,9 | −1,1 | 1,7  | 0,6  | −3,9  | −10,0 | −18,3 | −21,7 | −22,2 |
| Átl. csapadékmennyiség (mm)   | 199   | 138   | 134   | 90   | 59   | 45   | 16   | 24   | 43    | 117   | 219   | 189   | 1273  |
| Forrás: The Weather Channel   |       |       |       |      |      |      |      |      |       |       |       |       |       |

## Népesség
A 2010-es népszámláláskor a városnak 1695 lakója, 691 háztartása és 440 családja volt. A népsűrűség 449,6 fő/km2. A lakóegységek száma 740, sűrűségük 196,3 db/km2. A lakosok 90,7%-a fehér, 0,2%-a afroamerikai, 0,9%-a indián, 1,2%-a ázsiai, 0,3%-a a Csendes-óceáni szigetekről származik, 2,1%-a egyéb, 4,6%-a pedig kettő vagy több etnikumú. A spanyol vagy latino származásúak aránya 7,4% (   )
A háztartások 35,6%-ában élt 18 évnél fiatalabb. 42,3% házas, 16,2% egyedülálló nő, 5,2% egyedülálló férfi, 36,3% pedig nem család. 28,9% egyedül élt; 12,4%-uk 65 éves vagy idősebb. Egy háztartásban átlagosan 2,45 személy élt; a családok átlagmérete 3,01 fő.
A medián életkor 36,8 év volt. A város lakóinak 25,4%-a 18 évesnél fiatalabb, 7,6% 18 és 24 év közötti, 27,1%-uk 25 és 44 év közötti, 26,8%-uk 45 és 64 év közötti, 13%-uk pedig 65 éves vagy idősebb. A lakosok 46,7%-a férfi, 53,3%-a pedig nő.

## Fordítás
- Ez a szócikk részben vagy egészben  a   Tenino, Washington című angol Wikipédia-szócikk ezen változatának fordításán alapul.  Az eredeti cikk szerkesztőit annak laptörténete sorolja fel. Ez a jelzés csupán a megfogalmazás eredetét és a szerzői jogokat jelzi, nem szolgál a cikkben szereplő információk forrásmegjelöléseként.